# Bédarrides
Bédarrides est une commune française, située dans le département de Vaucluse en région Provence-Alpes-Côte d'Azur, chef-lieu du canton du même nom. Elle se situe au confluent de sept rivières du bassin est du Rhône, parmi lesquelles l'Ouvèze et la Sorgue ce qui fait de Bédarrides une ville très inondable. Ses habitants s'appellent les Bédarridais.
La position de carrefour et de confluence de Bédarrides en a fait un centre agricole et de commerce de relative importance entre Avignon, Orange et Carpentras au Moyen Âge, puis sous l'Ancien Régime. 
Après avoir subi un déclin relatif de son rôle et de sa population à l'époque moderne, Bédarrides est aujourd'hui un bourg fondu dans la zone d'attraction avignonnaise.

## Dénominations
Le nom officiel de la commune, défini par le Code officiel géographique de l'INSEE, est Bédarrides. Toutefois, il est également usage, d'une appellation (sans caractère officiel) « Bédarrides-en-Provence », que l'on retrouve d'ailleurs traduite dans une appellation provençale/occitane Bedarrida-en-Provença / Bedarrido-en-Prouvènço.

## Géographie

### Localisation
La ville de Bédarrides est située à une douzaine de kilomètres d'Avignon, de Carpentras et d'Orange, à l'est de la nationale 7 et de l'autoroute A7 (E714), au nord de Sorgues. On y accède par la route d'Entraigues.

### Communes limitrophes
Les communes limitrophes sont Sorgues, Courthézon, Châteauneuf-du-Pape, Sarrians, Monteux, Entraigues-sur-la-Sorgue et Althen-des-Paluds.
| Courthézon          | Courthézon | Sarrians                                   |
| Châteauneuf-du-Pape | Bédarrides | Monteux                                    |
| Sorgues             | Sorgues    | Althen-des-Paluds Entraigues-sur-la-Sorgue |

### Hydrographie

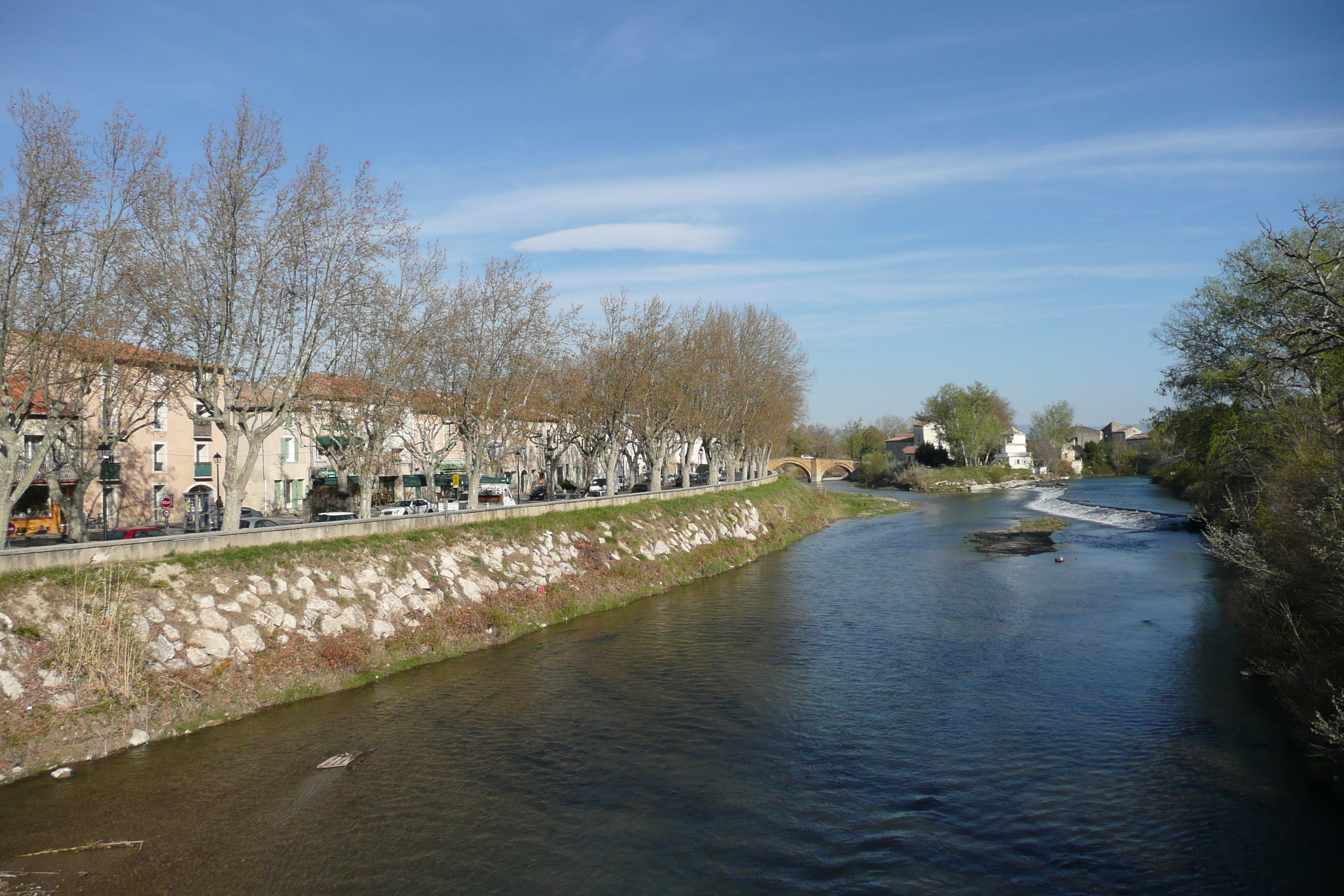
Confluence de la Sorgue et de l'Ouvèze à Bédarrides.

Bédarrides est arrosée par les sept rivières suivantes : 
- l'Ouvèze
- la Seille
- la Sorgue d'Entraigues
- la Sorgue de Velleron
- la Vallat-Miant
- le Réal
- l'Auzon.

Cette commune est ainsi surnommée la « ville aux rivières » ou la « ville aux sept rivières ».
Le canal de Pierrelatte passe aussi sur la commune.

### Sismicité
Les cantons de Bonnieux, Apt, Cadenet, Cavaillon, et Pertuis sont classés en zone Ib (risque faible). 
Tous les autres cantons du département de Vaucluse sont classés en zone Ia (risque très faible). Ce zonage correspond à une sismicité ne se traduisant qu'exceptionnellement par la destruction de bâtiments.

### Climat
Pour des articles plus généraux, voir Climat de Provence-Alpes-Côte d'Azur et Climat de Vaucluse.
En 2010, le climat de la commune est de type climat méditerranéen franc, selon une étude du Centre national de la recherche scientifique s'appuyant sur une série de données couvrant la période 1971-2000.  
En 2020, Météo-France publie une typologie des climats de la France métropolitaine dans laquelle la commune est exposée à un climat méditerranéen et se trouve dans la région climatique  Provence, Languedoc-Roussillon, caractérisée par une pluviométrie faible en été, un très bon ensoleillement (2 600 h/an), un été chaud (21,5 °C) avec un air très sec ; sec en toutes saisons, des vents forts (fréquence de 40 à 50 % de vents > 5 m/s) et peu de brouillards. 
Pour la période 1971-2000, la température annuelle moyenne est de 14,2 °C, avec une amplitude thermique annuelle de 18,1 °C. Le cumul annuel moyen de précipitations est de 694 mm, avec 5,7 jours de précipitations en janvier et 2,8 jours en juillet. Pour la période 1991-2020, la température moyenne annuelle observée sur la station météorologique de Météo-France la plus proche, « Pujaut », sur la commune de Pujaut à 11 km à vol d'oiseau, est de 14,6 °C et le cumul annuel moyen de précipitations est de 672,8 mm. 
La température maximale relevée sur cette station est de 41,6 °C, atteinte le 22 août 2023 ; la température minimale est de −10,3 °C, atteinte le 2 janvier 2002,,. 
Les paramètres climatiques de la commune ont été estimés pour le milieu du siècle (2041-2070) selon différents scénarios d'émission de gaz à effet de serre à partir des nouvelles projections climatiques de référence DRIAS-2020. Ils sont consultables sur un site dédié publié par Météo-France en novembre 2022.

## Urbanisme

### Typologie
Au 1er janvier 2024, Bédarrides est catégorisée bourg rural, selon la nouvelle grille communale de densité à sept niveaux définie par l'Insee en 2022.
Elle appartient à l'unité urbaine d'Avignon, une agglomération inter-régionale regroupant 59  communes, dont elle est une commune de la banlieue,,. Par ailleurs la commune fait partie de l'aire d'attraction d'Avignon, dont elle est une commune de la couronne,. Cette aire, qui regroupe 48 communes, est catégorisée dans les aires de 200 000 à moins de 700 000 habitants,.

### Occupation des sols
L'occupation des sols de la commune, telle qu'elle ressort de la base de données européenne d’occupation biophysique des sols Corine Land Cover (CLC), est marquée par l'importance des territoires agricoles (84,6 % en 2018), une proportion identique à celle de 1990 (84,6 %). La répartition détaillée en 2018 est la suivante : 
terres arables (54,6 %), cultures permanentes (17,6 %), zones urbanisées (12,9 %), zones agricoles hétérogènes (12,5 %), forêts (2,2 %), espaces ouverts, sans ou avec peu de végétation (0,2 %), zones industrielles ou commerciales et réseaux de communication (0,1 %). L'évolution de l’occupation des sols de la commune et de ses infrastructures peut être observée sur les différentes représentations cartographiques du territoire : la carte de Cassini (XVIIIe siècle), la carte d'état-major (1820-1866) et les cartes ou photos aériennes de l'IGN pour la période actuelle (1950 à aujourd'hui).

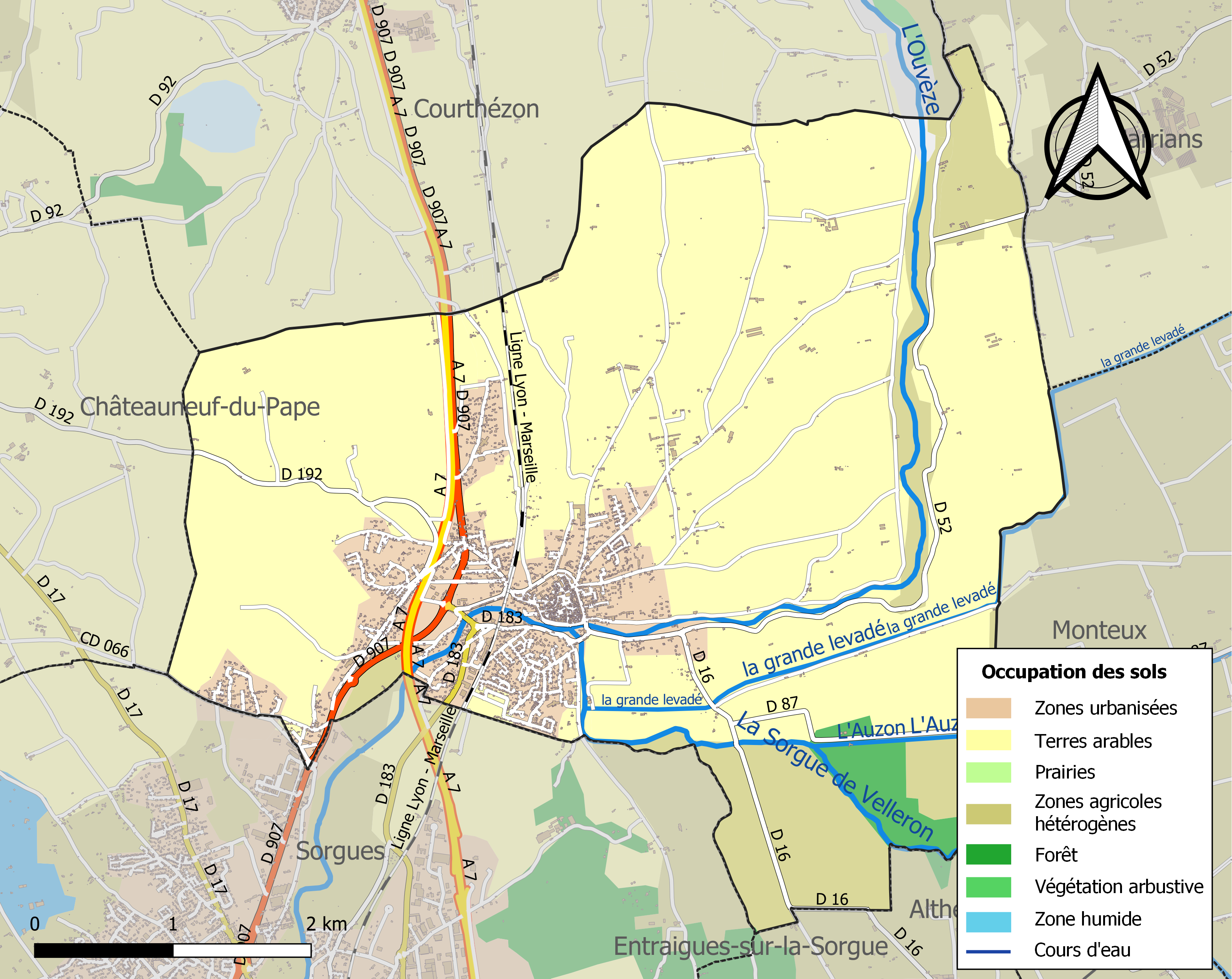
Carte des infrastructures et de l'occupation des sols de la commune en 2018 (CLC).

## Toponymie
Bédarrides devrait son nom au nom latin Bitturritae, deux tours construites près de la grande place du village après la victoire des Romains sur les Allobroges (bataille de Vindalium, 120 av. J.-C.). Elles devinrent ensuite une villa nommée Villa Bittorita.

## Histoire

### Préhistoire et antiquité
Les premiers habitants seraient les Voconces et les Cavares.
En 912, la villa Bittorita est donnée à l'évêque Rémi par l'empereur Louis III l'Aveugle. À compter de cette date, elle fut sous l'égide des évêques d'Avignon. En 1210, l'évêque d'Avignon accorda une charte à la bourgeoisie locale afin qu'elle puisse elle-même élaborer les règlements communaux. La ville de Bédarrides voyait le jour.

### Moyen Âge
Charles IV, troisième fils de Philippe le Bel, après la mort de son frère Philippe, est couronné à Reims par l’archevêque Raymond de Courtenay, le 9 février 1322. Considérant que son Trésor est parti trop vide, il n’hésite pas à poursuivre la politique de son père et fait expulser les juifs de France afin de récupérer leurs biens. Jean XXII trouve la mesure excellente et, pour ne pas être en reste, il fait de même avec les juifs d’Avignon et du Comtat Venaissin qui se réfugient en Dauphiné et en Savoie. Pour parfaire l’expulsion, le pape juge utile et nécessaire de faire jeter à bas la synagogue de Bédarrides ainsi que celles de Bollène, Carpentras, Le Thor, Malaucène, Monteux et Pernes. Ce fut la seconde expulsion des juifs du Comtat,. La première avait été décidée le 13 mars 1302, par Mathias de Chiéti – dit Matthieu de Chéate – recteur du Comtat Venaissin, qui les accusait de pratiquer l’usure. La ville de Bédarrides fut le siège d'une forte communauté israélite qui a subsisté jusqu'en 1694.

### Renaissance
1560-1589, les guerres d'Italie et les guerres de Religion touchent le Comtat Venaissin.
21 août 1616, la commune est touchée par de fortes inondations.
La commune est touchée par les différentes épidémies de peste : 1639 / 109 victimes, 1650 / 145 victimes, 1720 / 308 victimes (1/3 de la population).

### Période moderne

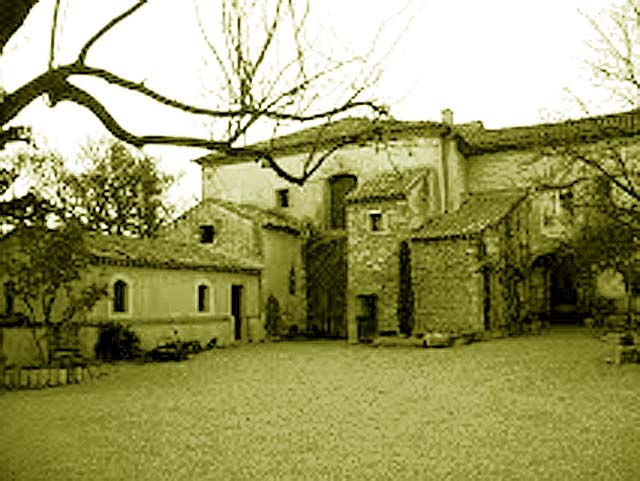
Château du Mont-Thabor, à Bédarrides.

Au XVIIIe siècle, Bédarrides fut le siège de la secte des « Illuminés du Mont-Thabor ».

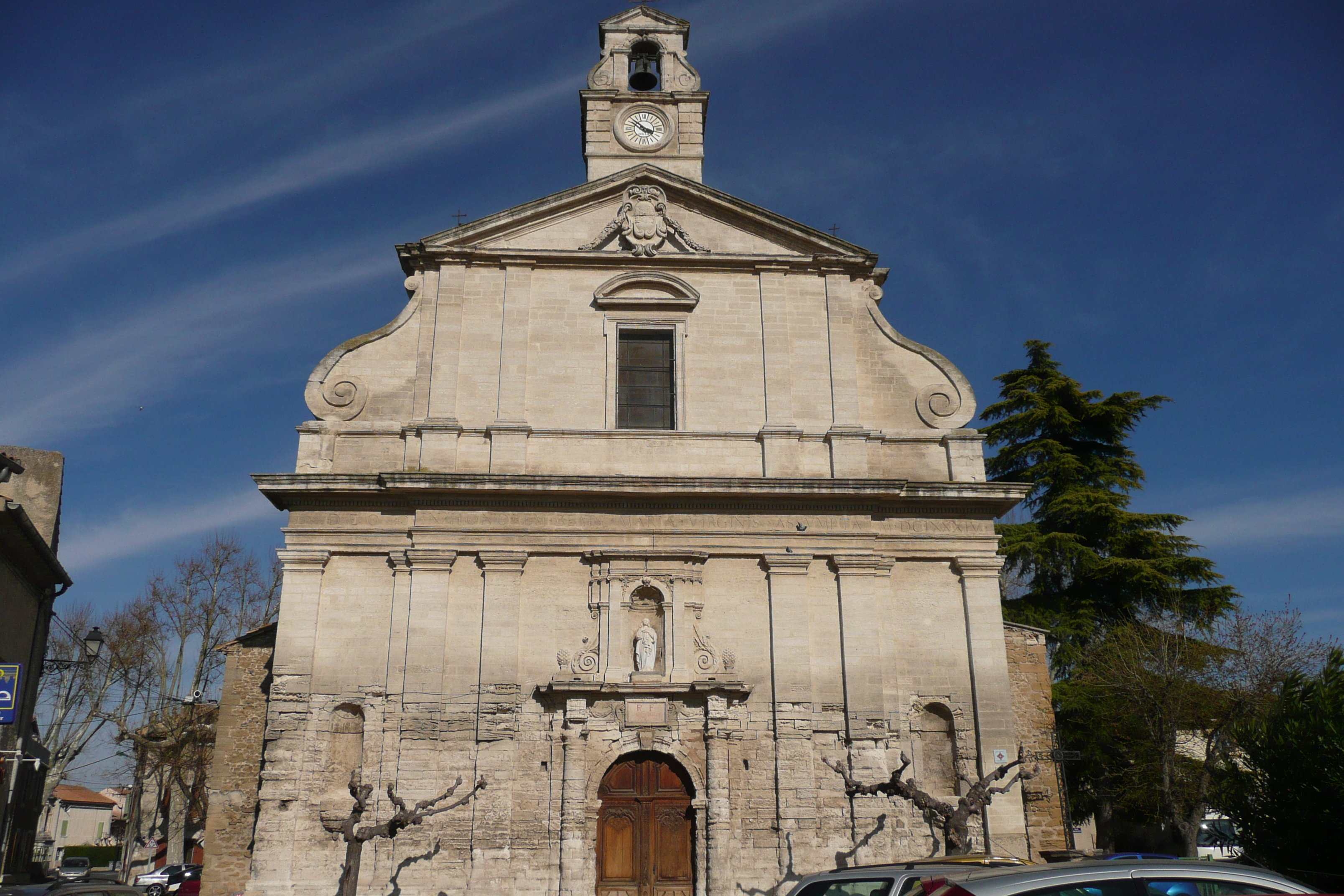
L'église Saint-Laurent de Bédarrides où Avignonnais et Comtadins votèrent le 18 août 1791 leur rattachement à la France.

En 1709, les habitants de Bédarrides souffrent d'un hiver très rude.
L'Assemblée Nationale, par deux fois les 27 août et 20 novembre 1790, avait refusé de décréter l'annexion d'Avignon et du Comtat Venaissin. Les « patriotes » des deux États pontificaux élurent leurs représentants qui se rassemblèrent à Bédarrides, dans l'église Saint-Laurent, le 18 août 1791 et ils votèrent leur rattachement à la France à une forte majorité puisque le décompte des mandats s'éleva à 101 046 voix favorables sur un total de 152 919.
Cet acte est considéré comme le premier exprimant le « droit des peuples à disposer d'eux-mêmes ». Le 14 septembre, mise devant le fait accompli, la Constituante proclama que les États d'Avignon et du Comtat faisaient désormais « partie intégrante de l'Empire français ».
Le 4 décembre 1851, insurrection des républicains qui, à cause du prince Louis-Napoléon qui veut imposer son pouvoir, s'emparèrent de la mairie et s'y installent. Étienne Daillan (1808-1859), dit le Docteur Daillan, médecin et maire de Bédarrides (1848-1849), fut le seul officier municipal de Vaucluse à s'opposer au coup d'État de Louis-Napoléon Bonaparte en décembre 1851. La répression fut féroce et le docteur Daillan, sorti de prison, passa en procès à Lyon avec Alphonse Gent.
La gare de Bédarrides est mise en service le 29 juin 1854 par la Compagnie du chemin de fer de Lyon à la Méditerranée (PLM), lorsqu'elle ouvre à l'exploitation la section d'Avignon à Valence de sa ligne de Lyon à Avignon.
Les 26 et 27 octobre 1886, la commune est une fois de plus touchée par de fortes inondations.

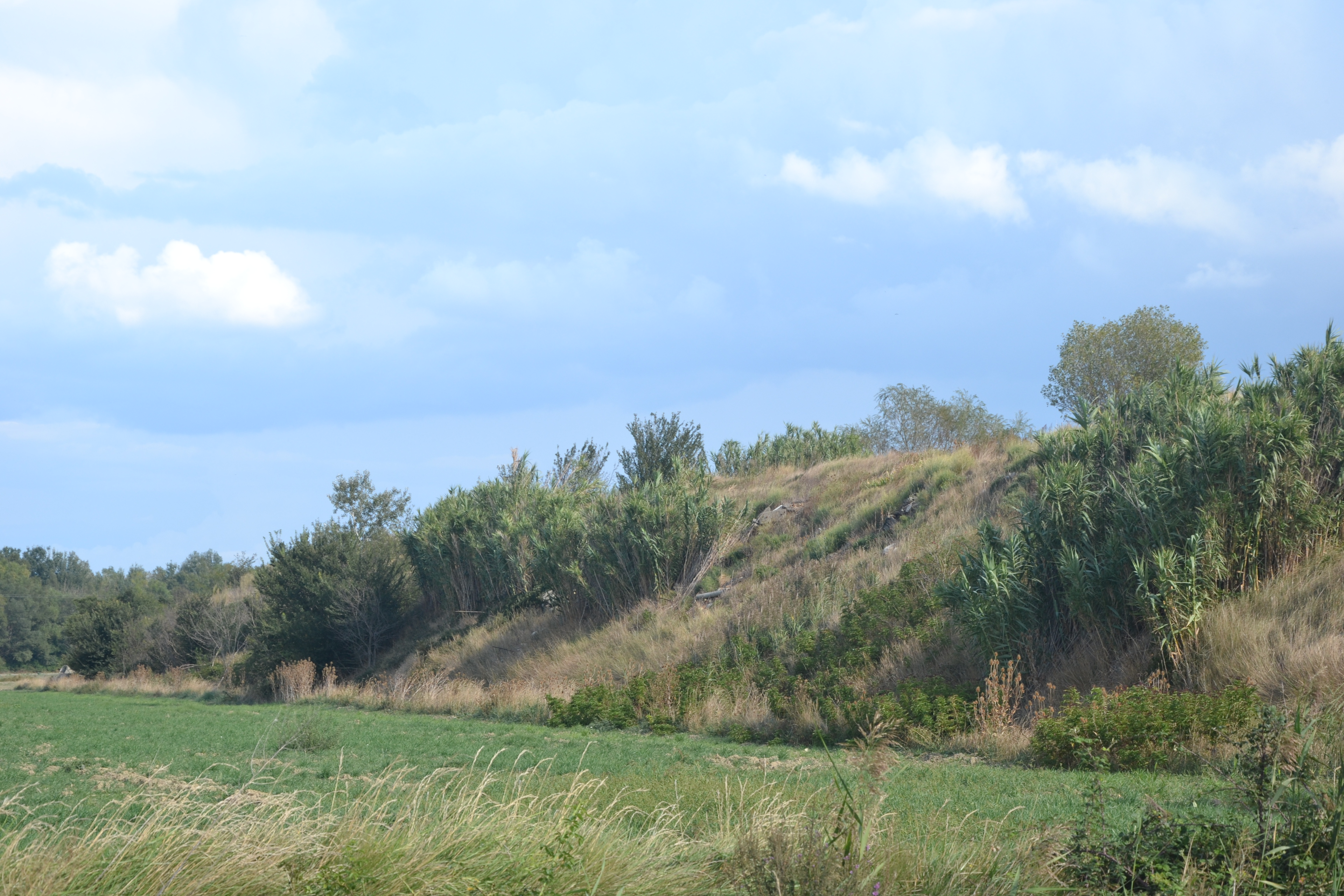
Les tonnes de boue retirées de Bédarrides après l'inondation de 22 septembre 1992 forment un énorme talus.

### Période contemporaine
L'Ouvèze et la Sorgues, les deux principales rivières de la ville sont en crue également en 1992. Sur la place de la mairie et de l'église, une plaque rappelle que les eaux ont atteint deux mètres, soit le premier étage des habitations.
Le 16 avril 2010  et le 14 janvier 2015 , l'ancienne usine Canissimo située au nord de la commune, est en proie aux flammes et menace de s'écrouler sur elle-même. Par chance, les pompiers ont empêché les flammes de se propager, et de causer plus de dégâts. Aujourd'hui, les toits sont tombés, mais les murs d'enceinte tiennent toujours.

## Politique et administration

### Tendances politiques et résultats
Résultats de l'élection présidentielle française de 2012 :
- 1er tour : 1re Marine Le Pen, FN 40,92 % ; 2e Nicolas Sarkozy, UMP 26,57 % ; 3e François Hollande, PS 14,79 % ;
- 2d tour : Nicolas Sarkozy 64,79 % ; François Hollande 35,21 %.

Résultats de l'élection présidentielle française de 2017 :
- 1er tour : 1re : Marine Le Pen, RN (43,74%) ; 2e François Fillon, LR (16,1%) ; Emmanuel Macron, LREM (15,15%).
- 2d tour : Marine Le Pen (62,85%) ; Emmanuel Macron (37,15%).

Résultats de l'élection présidentielle française de 2022 :
- 1er tour : 1re : Marine Le Pen, RN (43,86%); 2e Emmanuel Macron, LREM (16,79%); Eric Zemmour, Reconquête (12,53%).
- 2d tour : Marine Le Pen (68,85%); Emmanuel Macron (31,15%).

Comme le montrent les résultats des dernières élections présidentielles, en 2012, 2017 et 2022, Bédarrides est une commune dont les habitants sont majoritairement placés à l'extrême droite de l'échiquier politique national. La plupart des maires de Bédarrides ont une étiquette DVD à l'exemple d'André Tort, de son fils, Christian Tort, ou de Jean Bérard, congratulé par Marine Le Pen après les élections municipales de 2020. 

### Liste des maires
| Période                                  | Période      | Identité                         | Étiquette | Qualité                   |
| ---------------------------------------- | ------------ | -------------------------------- | --------- | ------------------------- |
| mars 1977                                | mars 1989    | Robert Mandrou                   | PS        | Médecin et peintre        |
| mars 1989                                | mars 2008    | André Tort                       | DVD       |                           |
| mars 2008                                | mars 2014    | Joël Sérafini                    | DVG       | Fonctionnaire territorial |
| mars 2014                                | juillet 2020 | Christian Tort Fils d'André Tort | DVD       | Médecin ORL               |
| juillet 2020                             | En cours     | Jean Berard                      | DVD       | Avocat                    |
| Les données manquantes sont à compléter. |              |                                  |           |                           |

### Fiscalité locale
| Taxe                                                | part communale | Part intercommunale | Part départementale | Part régionale |
| --------------------------------------------------- | -------------- | ------------------- | ------------------- | -------------- |
| Taxe d'habitation (TH)                              | 11,95 %        | 0,00 %              | 7,55 %              | 0,00 %         |
| Taxe foncière sur les propriétés bâties (TFPB)      | 20,13 %        | 0,00 %              | 10,20 %             | 2,36 %         |
| Taxe foncière sur les propriétés non bâties (TFPNB) | 60,83 %        | 0,00 %              | 28,96 %             | 8,85 %         |
| Taxe professionnelle (TP)                           | 0,00 %         | 21,58 %             | 13,00 %             | 3,84 %         |

La part régionale de la taxe d'habitation n'est pas applicable.
La taxe professionnelle est remplacée en 2010 par la cotisation foncière des entreprises (CFE) portant sur la valeur locative des biens immobiliers et par la contribution sur la valeur ajoutée des entreprises (CVAE) (les deux formant la contribution économique territoriale (CET) qui est un impôt local instauré par la loi de finances pour 2010).

### Jumelages
Bédarrides est jumelée à la ville allemande de Grasellenbach.

### Politique environnementale
La commune est incluse dans la zone de protection Natura 2000 « l'Ouvèze et le Toulourenc », sous l'égide du ministère de l'Écologie, de la DREAL Provence-Alpes-Côte-d'Azur, et du MNHN (Service du patrimoine naturel).

## Population et société

### Démographie
L'évolution du nombre d'habitants est connue à travers les recensements de la population effectués dans la commune depuis 1793. Pour les communes de moins de 10 000 habitants, une enquête de recensement portant sur toute la population est réalisée tous les cinq ans, les populations de référence des années intermédiaires étant quant à elles estimées par interpolation ou extrapolation. Pour la commune, le premier recensement exhaustif entrant dans le cadre du nouveau dispositif a été réalisé en 2004.

En 2022, la commune comptait 5 521 habitants, en évolution de +8,55 % par rapport à 2016 (Vaucluse : +1,73 %, France hors Mayotte : +2,11 %).
| 1793  | 1800  | 1806  | 1821  | 1831  | 1836  | 1841  | 1846  | 1851  |
| ----- | ----- | ----- | ----- | ----- | ----- | ----- | ----- | ----- |
| 1 704 | 1 658 | 1 780 | 2 101 | 2 215 | 2 352 | 2 420 | 2 609 | 2 793 |

| 1856  | 1861  | 1866  | 1872  | 1876  | 1881  | 1886  | 1891  | 1896  |
| ----- | ----- | ----- | ----- | ----- | ----- | ----- | ----- | ----- |
| 2 847 | 3 003 | 3 066 | 2 860 | 2 672 | 2 487 | 2 185 | 2 015 | 2 049 |

| 1901  | 1906  | 1911  | 1921  | 1926  | 1931  | 1936  | 1946  | 1954  |
| ----- | ----- | ----- | ----- | ----- | ----- | ----- | ----- | ----- |
| 2 062 | 2 181 | 2 130 | 1 816 | 1 890 | 1 900 | 1 881 | 1 841 | 2 031 |

| 1962  | 1968  | 1975  | 1982  | 1990  | 1999  | 2004  | 2006  | 2009  |
| ----- | ----- | ----- | ----- | ----- | ----- | ----- | ----- | ----- |
| 2 615 | 2 986 | 3 816 | 4 238 | 4 816 | 5 110 | 5 021 | 5 077 | 5 140 |

| 2014  | 2019  | 2022  | - | - | - | - | - | - |
| ----- | ----- | ----- | - | - | - | - | - | - |
| 5 010 | 5 316 | 5 521 | - | - | - | - | - | - |

Rang national (population) : 1767e (1999).

#### Catégories socioprofessionnelles.
Population de 15 ans ou plus selon la catégorie socioprofessionnelle.
|                                                   | 2008  | %     | 2013  | %     | 2018  | %     | 2022  |       |
| Ensemble                                          | 4 252 | 100,0 | 4 222 | 100,0 | 4 380 | 100,0 | 4 633 | 100,0 |
| Agriculteurs exploitants                          | 28    | 0,7   | 39    | 0,9   | 49    | 1,1   | 47    | 1,0   |
| Artisans, commerçants, chefs d'entreprise         | 231   | 5,4   | 237   | 5,6   | 227   | 5,2   | 239   | 5,2   |
| Cadres et professions intellectuelles supérieures | 143   | 3,4   | 180   | 4,3   | 187   | 4,3   | 203   | 4,4   |
| Professions intermédiaires                        | 626   | 14,7  | 526   | 12,5  | 646   | 14,7  | 676   | 14,6  |
| Employés                                          | 773   | 18,2  | 726   | 17,2  | 749   | 17,1  | 797   | 17,2  |
| Ouvriers                                          | 685   | 16,1  | 607   | 14,4  | 577   | 13,2  | 610   | 13,2  |
| Retraités                                         | 1 161 | 27,3  | 1 334 | 31,6  | 1 357 | 31,0  | 1 480 | 32,0  |
| Autres personnes sans activité professionnelle    | 606   | 14,2  | 572   | 13,5  | 587   | 13,4  | 581   | 12,5  |

Sources : INSEE, RP2008, RP2013, RP2018, RP2022, exploitations complémentaires, géographie au 01/01/2021.

#### Statut conjugal.
|                               | %    |
| ----------------------------- | ---- |
| Marié(e)                      | 46,3 |
| Pacsé(e)                      | 5,5  |
| En concubinage ou union libre | 11,5 |
| Veuf, veuve                   | 6,8  |
| Divorcé(e)                    | 7,1  |
| Célibataire                   | 22,7 |

#### Ancienneté d'emménagement.
|                       | Part des ménages en % |
| --------------------- | --------------------- |
| Depuis moins de 2 ans | 13,6                  |
| De 2 à 4 ans          | 17,0                  |
| De 5 à 9 ans          | 14,6                  |
| De 10 à 19 ans        | 15,7                  |
| De 20 à 29 ans        | 12,8                  |
| 30 ans ou plus        | 26,4                  |

#### Niveau de qualifications
|                                                                  | Ensemble | Hommes | Femmes |
| ---------------------------------------------------------------- | -------- | ------ | ------ |
| Population non scolarisée de 15 ans ou plus                      | 4 236    | 2 000  | 2 236  |
| Part des titulaires en %                                         | 100      | 100    | 100    |
| Aucun diplôme ou certificat d'études primaires                   | 22,4     | 22,7   | 22,1   |
| BEPC, brevet des collèges, DNB                                   | 6,0      | 4,9    | 7,0    |
| CAP, BEP ou équivalent                                           | 30,3     | 36,0   | 25,2   |
| Baccalauréat, brevet professionnel ou équivalent                 | 17,8     | 16,0   | 19,5   |
| Diplôme de l'enseignement supérieur de niveau bac + 2            | 12,5     | 10,4   | 14,3   |
| Diplôme de l'enseignement supérieur de niveau bac + 3 ou bac + 4 | 6,6      | 5,1    | 7,9    |
| Diplôme de l'enseignement supérieur de niveau bac + 5 ou plus    | 4,5      | 5,0    | 4,0    |

### Démographie des entreprises
| | Entreprises créées | Entreprises créées | Dont entreprises individuelles | Dont entreprises individuelles |
| Nombre | %                  | Nombre             | %                              |                                |
| --- | ------------------ | ------------------ | ------------------------------ | ------------------------------ |
| Ensemble | 107                | 100,0              | 89                             | 83,2                           |
| Industrie manufacturière, industries extractives et autres                                                                                | 8                  | 7,5                | 7                              | 87,5                           |
| Construction | 11                 | 10,3               | 9                              | 81,8                           |
| Commerce de gros et de détail, transports, hébergement et restauration                                                                    | 23                 | 21,5               | 18                             | 78,3                           |
| Information et communication | 5                  | 4,7                | 4                              | 80,0                           |
| Activités financières et d'assurance | 5                  | 4,7                | 0                              | 0,0                            |
| Activités immobilières | 1                  | 0,9                | 1                              | 100,0                          |
| Activités spécialisées, scientifiques et techniques et activités de services administratifs et de soutien                                 | 22                 | 20,6               | 19                             | 86,4                           |
| Administration publique, enseignement, santé humaine et action sociale                                                                    | 7                  | 6,5                | 6                              | 85,7                           |
| Arts, divertissement et loisirs ; autres activités de services ; activités des ménages, des organismes et organisations extraterritoriaux | 25                 | 23,4               | 25                             | 100,0                          |

## Économie

### Principaux secteurs d'activité
- Services personnels (services médicaux, d'aide à la personne etc.)
- BTP (travaux de construction spécialisés, travaux de finition, installation électrique & plomberie...)
- Services publics (mairie de Bédarrides, CCPRO...)
- Agriculture (viticulture avec vignoble d'appellation Châteauneuf-du-Pape, élevage, colza)

## Culture locale et patrimoine

### Équipements et services à la population
- Commerces : 1 supermarché, 2 épiceries, 4 boulangers-pâtissiers, 8 coiffeurs, marché hebdomadaire (le lundi)
- Santé : 5 médecins généralistes, 3 chirurgiens-dentistes, 3 masseurs-kinésithérapeutes, 7 infirmiers, 1 psychologue, 2 pharmacies
- Éducation : 1 crèche, 4 écoles élémentaires, 1 collège (Saint-Exupéry), 1 bibliothèque, 1 école municipale de peinture, de danse et 1 de musique.
- Chambres d'hôtes, gîtes, restaurants
- Sport : 1 stade municipal, 1 dojo, 1 gymnase, 4 courts de tennis, 2 stades de rugby, 1 stade de football
- Le tissu associatif compte 50 associations
- Accès à une déchèterie (Sorgues)

### Sports
Rugby à XV.
L'Avenir sportif de Bédarrides devenu en 2014, l'Association sportive Bédarrides Châteauneuf-du-Pape est sacrée le 24 Juin 2018, champion de France de Fédérale 2, s'assurant une montée en Fédérale 1 pleine d'espoir et d'engouement pour les Bédarridais.

### Cultes
La paroisse catholique fait partie du diocèse d'Avignon, doyenné d'Orange Bollène.

### Lieux et monuments

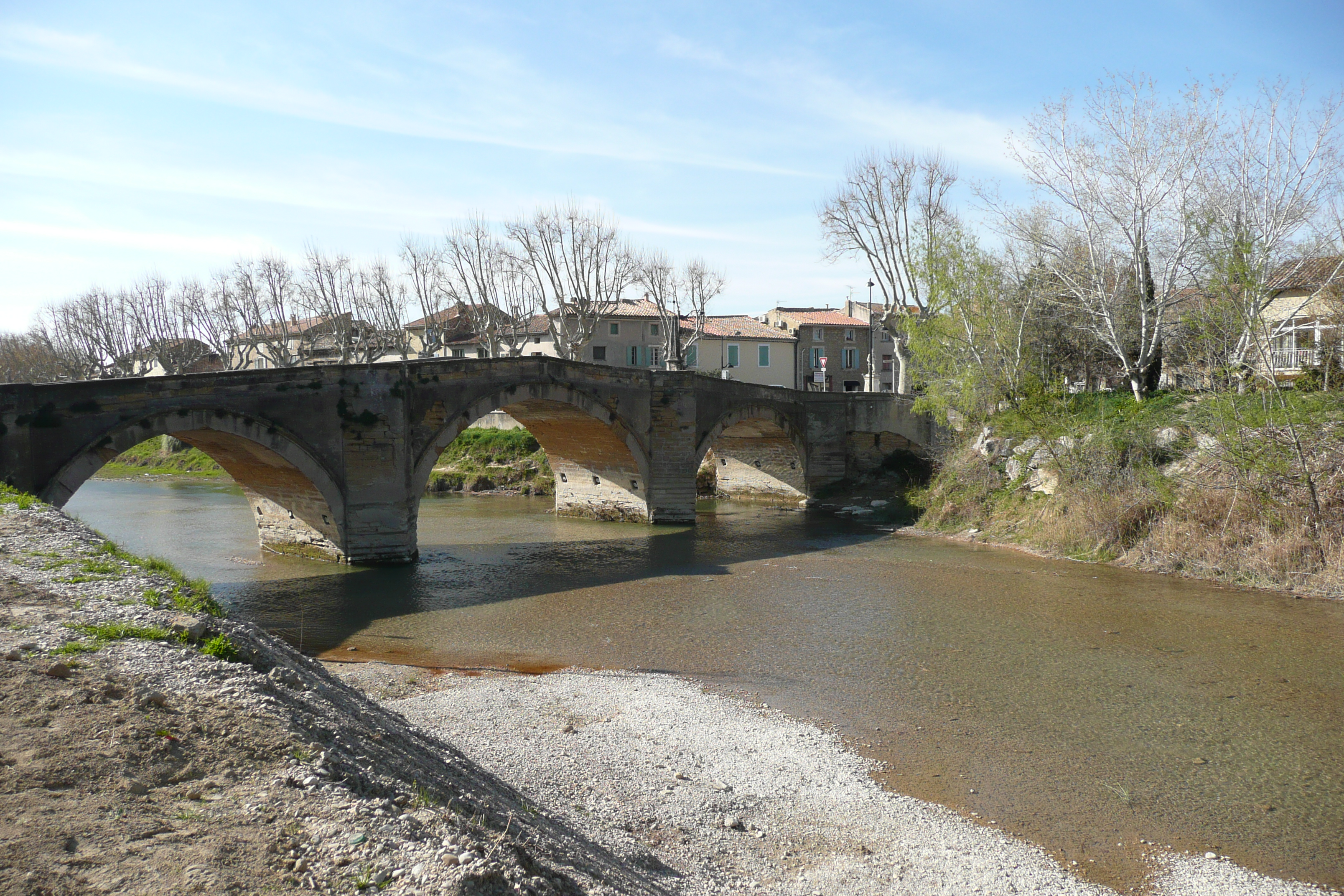
Le pont sur l'Ouvèze.

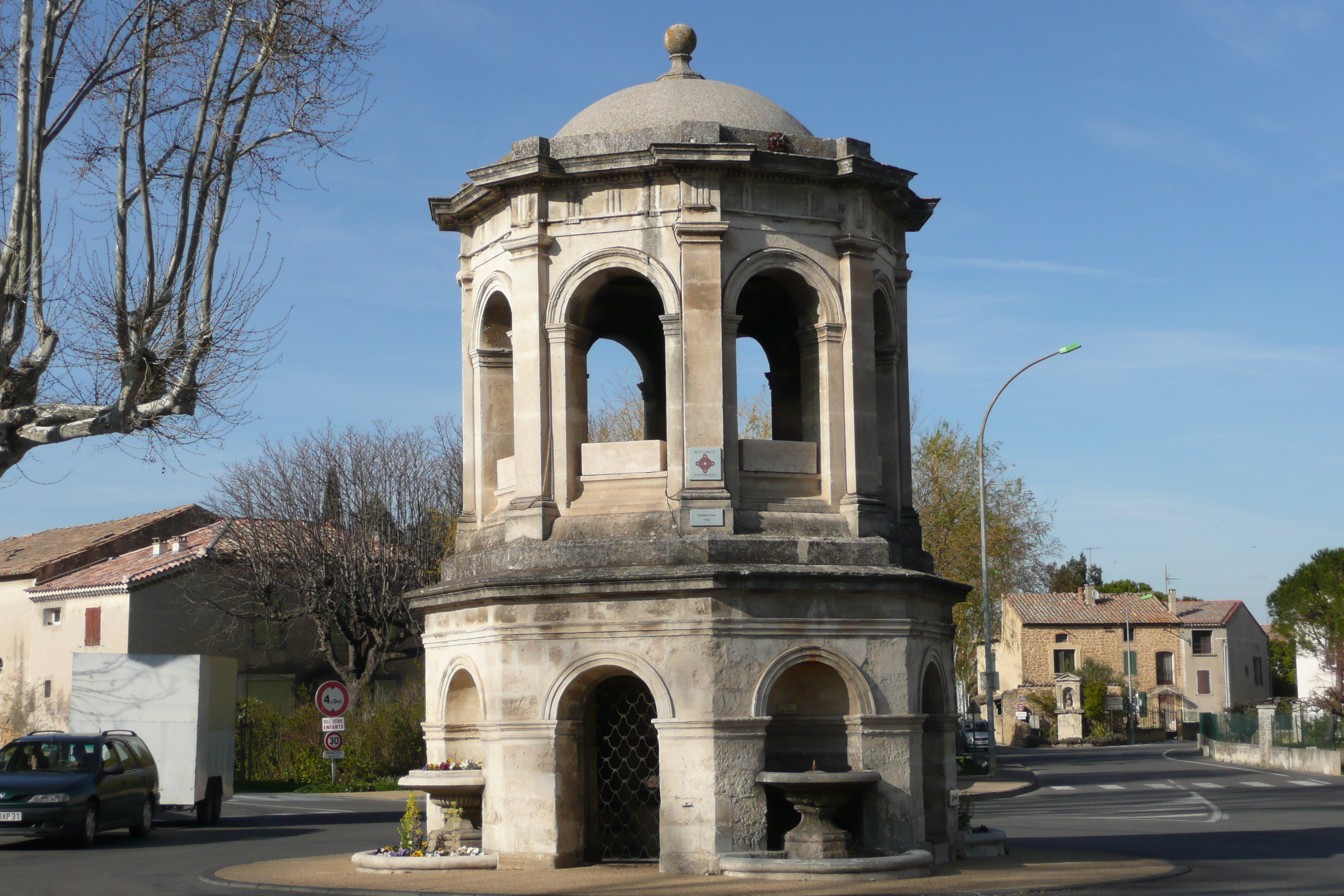
Le château d'eau.

On dénombre à Bédarrides trois monuments classés historiques qui sont les trois premiers ci-dessous :
Le Pont sur l'Ouvèze
Le pont à l'origine de celui-ci était effectivement romain, mais il fut emporté par une importante crue en 1620. Un pont en bois fut alors établi, mais celui-ci aussi fut emporté par une nouvelle crue en août 1622 qui emporta une arche, le rendant inutilisable. Un bac à traille fut installé, mais comme il fut insuffisant, le pont en pierre d'origine fut reconstruit. Les travaux durèrent sept années (1640-1647). Aujourd'hui, il est encore utilisé pour le passage de l'Ouvèze en voiture.
L'église Saint-Étienne-et-de-l'Assomption
Cette église fut érigée sur l'emplacement d'une ancienne église romane, existante depuis fort longtemps et tombant en ruine.
Les travaux commencèrent en 1677 et se poursuivirent jusqu'en 1684. Elle fut inaugurée la veille de Noël.
Elle fut sujette depuis à de nombreuses modifications.
Pour commencer, le clocher ne fut terminé qu'en 1689.
Ensuite, en 1714, l'église fut dallée. En 1719, une balustrade y fut construite ainsi que deux bénitiers en 1725.
À l'intérieur, un total de huit chapelles ont été faites.
Le château d'eau
Un cimetière était installé autrefois à l'emplacement de ce château d'eau. Il fut déplacé pour se conformer à la loi selon laquelle les cimetières doivent être construits en dehors de l'enceinte de la ville. Ainsi en 1745, commença la construction du Château d'eau et cinq fontaines sont construites dans le village, pour remplacer les deux anciens points d'eau qui étaient diamétralement opposés l'un de l'autre. En 1856, la construction de la ligne de chemin de fer Lyon - Méditerranée perturbe le captage de l'eau. En début d'année 1858, Bédarrides rencontra un vrai problème d'eau et les 1 847 habitants à cette époque n'avait que très rarement accès à de l'eau potable. En mai 1858, un homme d'art trouva une importante source au quartier de la Souvine, et la signala au maire de l'époque. La décision de capter l'eau puis d'en faire une fontaine publique est prise. Le 1er Aout 1864, elle fut signée. Depuis, et ce jusqu'à il y a une trentaine d'années, c'était le Château d'eau qui alimentait tout le village.
La Porte du 04 Septembre
La Porte du 04 Septembre, anciennement "porte d'Avignon" servait de point de passage des commerçants dans l'enceinte du village. En effet, Bédarrides était autrefois entourée de remparts qui suivaient, à quelques exceptions près, le contour actuel du village. Autour de ces remparts, se trouvait un large et profond fossé, où ruisselaient les eaux calmes de la Seille. Certains fragments de remparts sont, encore aujourd'hui, visibles, comme ils le sont à la Porte du Vieux Moulin, qui est l'entrée au nord de Bédarrides, passant au-dessus de la Seille. Ainsi, pour enjamber ce fossé, ont été mis des pont-levis, reliés à de grandes et hautes portes, qui défendaient l'enceinte. Comme par exemple la porte de l'Eglise, celle du 04 Septembre, le Poustarlon et la porte du Gourmelaire, aujourd'hui Porte du Comtat Venaissin, qui ne fut construite que plus tard.
Outre le fait d'être un point de passage commercial, la porte du 04 Septembre renferme de petites histoires. Durant la Révolution Française, un révolutionnaire visiblement très enthousiaste, peut-être même trop, décida de se hisser en haut de la Porte du 04 Septembre, pour la démolir avec un pic ! Cet acte complètement délirant, rend les Bédarridais assistant à ce spectacle d'escalade, à la fois, stupéfaits, admiratifs, et inquiets. Une inquiétude justifiée. En effet, perdant l'équilibre, notre escaladeur révolutionnaire, tomba quatre mètres plus bas. Gravement blessé, il déclara mourir heureux car il le faisait pour la Liberté.
Le Poustarlon
Le Poustarlon fait partie de ces hautes portes évoquées plus tôt. Elle donne accès à la Rue Vacquerie, dont une partie est aujourd'hui renommée Rue de la Liberté. Jadis, le Poustarlon était surmonté d'une imposante tour de pierre, qui fut détruite en 1772, la porte fut élargie, et une toiture venait couvrir l'édifice. La façade extramuros est décorée de l'écusson des archevêques d'Avignon. Cet écusson, dans lequel figurent des armes, fut gratté durant la Révolution française, et un révolutionnaire grava au-dessus de l'écusson : « Porte de la Liberté ». Cette inscription est encore visible aujourd'hui, mais difficilement.

### Personnalités liées à la commune
- Esprit Baussenq (-1597), pasteur de l'Eglise Réformée
- Étienne Daillan (1808-1859), dit le Docteur Daillan, médecin et maire de Bédarrides (1848-1849).
- Jean-Esprit Isnard (1707-1781), facteur d'orgues, dernier grand organier de Provence et du Comtat Venaissin pour la période de l’Ancien Régime.
- Antoine-Joseph Pernety, dit Dom Pernety, fondateur de la loge maçonnique des « Illuminés du Mont-Thabor ».

### Bédarrides dans la littérature
Le roman feuilleton Cronicas dei tèrras luenchas (en français Chroniques des terres lointaines) de Theò Bajon, voit l'histoire d'un jeune homme (dans un Comtat Venaissin ayant survécu à la Révolution française et à l'annexion de la France) à la recherche de ses ancêtres, partir pour de mystérieuses terres lointaines et de grandes aventures. La mère du héros vit à Bédarrides, et plusieurs scènes du roman se déroulent en ce village, et même lorsque le héros se retrouve loin de chez lui, des allusions à Bédarrides et au Comtat Venaissin sont faites.

### Héraldique
| Blason de Bédarrides | Les armes peuvent se blasonner ainsi : D'azur au château de deux tours d'or, hersé et maçonné de sable, surmonté d'un calice d'où isse une hostie, le tout d'argent. |